# Исмаил ал-Фаруки
Исмаил Раджи ал-Фаруки (на арабски: إسماعيل راجي الفاروقي) е палестинско-американски учен, известен с изследванията си върху ислямската философия, междурелигиозния диалог и реформирането на образованието. Той е сред основателите на Международен институт за ислямска мисъл (IIIT) и защитава идеята за „ислямизация на знанието“ – подход за интегриране на ислямските ценности в съвременните науки. Работил е в университети в САЩ, Канада и Пакистан.

## Ранен живот и образование
Исмаил ал-Фаруки е роден в Яфа (днес в Израел) през 1921 г. Баща му, Абд ал-Худа ал-Фаруки, е ислямски съдия (кади). Учи в дома си и в местната джамия, а след това в католическото училище „Колеж де Фрер“ в Яфа. През 1941 г. започва работа в администрацията на Британска Палестина, а след 1948 г. се премества в Ливан и учи в Американския университет в Бейрут. Завършва магистратура по философия в Харвардски университет и докторат в Университет на Индиана.

## Академична кариера
През 1958 г. ал-Фаруки преподава в Макгилски университет (Канада), където изучава християнство и юдаизъм. По-късно работи в Пакистан и САЩ, като през 1968 г. става професор в Темпълски университет и създава програма за ислямски изследвания. Сред неговите студенти е известният изследовател Джон Еспозито.

## Философия и идеи
Основен фокус в работата на ал-Фаруки е концепцията за таухид (единобожие), която той смята за основа на ислямската цивилизация. Той критикува секуларизма и смята, че религиозните принципи могат да обединят обществото. Ал-Фаруки също така подкрепя идеята за мирно съжителство между различни религии в рамките на ислямска държава.
Ал-Фаруки смята, че модерните науки трябва да се преосмислят чрез призмата на ислямските ценности. Той основава движението за „ислямизация на знанието“, което цели да създаде образователни програми, свързани с ислямската идентичност. През 1977 г. участва в организирането на Първата световна конференция за мюсюлманско образование в Мека.
Някои критици смятат, че идеите на ал-Фаруки ограничават академичната свобода, докато други ги определят като прекалено либерални.

## смърт
През 1986 г. ал-Фаруки и съпругата му са убити в дома си в Пенсилвания. Убиецът, Джоузеф Луис Йънг, е осъден на смърт, но умира в затвора през 1996 г.